# ارتباطات تجاری
ارتباطات تجاری (انگلیسی: Business communication) یا ارتباطات بازرگانی به تبادل اطلاعات میان افراد در داخل و خارج از سازمان اطلاق می‌گردد، که با هدف بدست آوردن سود تجاری در سازمان انجام می‌شود. ارتباطات تجاری را می‌توان به‌طور ساده، انتقال اطلاعات در یک کسب‌وکار توسط افراد فعال درون و بیرون سازمان تعریف نمود. ارتباطات تجاری شامل موضوعاتی چون؛ بازاریابی، مدیریت برند، رفتار مصرف‌کننده، تبلیغات، روابط عمومی، مدیریت ارتباط با مشتری، ارتباطات بین فردی، تعهد شغلی و مدیریت رویداد می‌باشد.